# Szarvas-árki-sziklaeresz
A Szarvas-árki-sziklaeresz a Duna–Ipoly Nemzeti Park területén lévő Budai-hegységben, Budakeszin található egyik barlang.

## Leírás
Budakeszi külterületén, a Szarvas-árok alsó végén, annak járószintjén, a Kis-sziklafal melletti egykori erdészeti kerítéstől É-ra kb. 50 m-re, kb. 320 m tengerszint feletti magasságban helyezkedik el a barlang. Bejárata természetes jellegű és vízszintes tengelyirányú.
Triász dolomit és aprószemcsés oligocén homokkő réteghatárán jött létre a széles sziklaeresz. Vízszintes, egyszintes, egyszerű térformájú barlang, melyben kifagyásos boltozatok figyelhetők meg. Könnyen megközelíthető, barlangjáró felszerelés nélkül járható. Megtekintéséhez nem szükséges engedély.

## Kutatástörténet
1996. július 7-én Kraus Sándor készítette el a barlang nyilvántartólapját, amely szerint kb. 23 m hosszú, kb. 20 m vízszintes kiterjedésű, kb. 5 m mély és kb. 230 m³ térfogatú. 1996. évi jelentésébe bekerült egy fénykép a barlangról, valamint a nyilvántartólap, amelyen egy vázlatos alaprajz barlangtérkép és egy keresztmetszet is látható.
2005. március 28-án Kovács Richárd szerkesztette meg a barlang térképét, amely alaprajzot, hosszmetszetet és keresztmetszetet ábrázol. A térkép elkészítéséhez Kovács Jenő mérte fel a sziklaereszt. Az M0-s autóút nyugati szektor, 10-es főút – 1-es főút közötti tervezett szakasz B változat nyomvonalának 95. kilométerszelvényétől körülbelül 900 méterre északnyugatra van a barlang.